# Гербы районов Приморского края

Герб Приморского края.

Приморский край, как один из субъектов Российской Федерации, имеет свой герб, как один из своих символов.
Административно край разделён на 22 района и 12 городских округов. 18 районов имеют свой герб, у 4 районов официальный герб не принят. Все 12 городов имеют свой герб.
| №  | Герб      | Район                                      | Дата принятия         | Документы | Примечания |
| -- | --------- | ------------------------------------------ | --------------------- | --- | --- |
| 1  |           | Герб Анучинского района                    | 27 марта 2007 года    | Решение Думы Анучинского муниципального района Приморского края № 192 «О положении О гербе Анучинского муниципального района» | - |
| 2  |           | Герб Дальнереченского района               | 28 июля 2005 года     | Решение муниципального комитета МО Дальнереченский район № 223                                                                | - |
| 3  |           | Герб Кавалеровского района                 | 8 апреля 2009 года    | Решение думы Кавалеровского муниципального района «О Положении О Гербе Кавалеровского муниципального района» № 216            | - |
| 4  |           | Герб Кировского района                     | 28 марта 2006 года    | Решение Думы Кировского муниципального района Приморского края № 227                                                          | - |
| 5  |           | Герб Красноармейского района               | 19 апреля 2005 года   | Решением Думы красноармейского муниципального района Приморского края № 36                                                    | № 4189 в Геральдическом регистре РФ |
| 6  |           | Герб Лазовского района                     | 25 марта 2009 года    | Решением Думы Лазовского муниципального района от 25 марта 2009 года, № 109-МПА.                                              | Герб внесён в Государственный геральдический регистр Российской Федерации под номером № 5095. Администрации района выдано свидетельство о регистрации официального символа в Государственном геральдическом регистре Российской Федерации (г. Санкт-Петербург протокол № 51 от 27 октября 2009 года). |
| 7  |           | Герб Михайловского района                  | 26 октября 2006 года  | Решение Думы Михайловского муниципального района № 275                                                                        | С начала 2000-х гг по 26.10.2006 использовалась другая версия герба |
| 8  |           | Герб Надеждинского района                  | 21 августа 2002 года  | Решение муниципального комитета Надеждинского района № 65                                                                     | № 1050 Геральдическом регистре РФ. На гербе изображена негеральдическая фигура — дальневосточный леопард. |
| 9  |           | Герб Октябрьского района                   | 20 сентября 2001 года | Решение муниципального комитета Октябрьского района № 107                                                                     | Авторами рисунка герба являются школьники-десятиклассники Колесники |
| 10 |           | Герб Ольгинского района                    | 20 октября 2005 года  | Решение Думы Ольгинского муниципального района № 274                                                                          | - |
| 11 |           | Герб Партизанского района                  | 05 ноября 2009 года   | Решение Думы Партизанского муниципального района Приморского края № 128                                                       | - |
| 12 |           | Герб Пограничного района (Приморский край) | 28 ноября 2006 года   | Решение Думы Пограничного муниципального района № 253                                                                         | - |
| 13 |           | Герб Пожарского района                     | 28 января 2009 года   | Решение Думы Пожарского муниципального района № 233-НПА                                                                       | В 2002—2009 гг использовался другой вариант герба с изображением опоры ЛЭП |
| 14 |           | Герб Спасского района                      | 25 мая 2001 года      | Решение муниципального комитета Спасского района № 46                                                                         | - |
| 15 | Нет герба | Герб Тернейского района                    | -                     | Решение не принято | На официальных мероприятиях может использоваться герб Приморского края. |
| 16 |           | Герб Ханкайского района                    | 4 октября 2005 года   | Решение Думы Ханкайского муниципального района № 104                                                                          | № 4011 в Геральдическом регистре РФ |
| 17 | Нет герба | Герб Хасанского района                     | -                     | Решение не принято | На официальных мероприятиях может использоваться герб Приморского края. |
| 18 | Нет герба | Герб Хорольского района                    | -                     | Решение не принято | На официальных мероприятиях может использоваться герб Приморского края. |
| 19 |           | Герб Черниговского района                  | 22 мая 2002 года      | Решение муниципального комитета Черниговского района № 75                                                                     | - |
| 20 |           | Герб Чугуевского района                    | 30 мая 2008 года      | Решение Думы Чугуевского муниципального района Приморского края № 682                                                         | Негеральдическая фигура — таёжные лианы |
| 21 |           | Герб Шкотовского района                    | 26 сентября 2006 года | Решение Думы Шкотовского муниципального района № 243                                                                          | № 2620 в Геральдическом регистре РФ |
| 22 |           | Герб Яковлевского района                   | 7 мая 2002 года       | Решение муниципального комитета Яковлевского района № 89                                                                      | Решением Думы Яковлевского муниципального района Приморского края № 34 от 01.04.2008 в герб внесены изменения. |